# Ministère de la Ville, de la Jeunesse et des Sports
Cet article court présente un sujet plus développé dans : Ministère de la Ville et Ministère de la Jeunesse et des Sports (France).
Le ministère de la Ville, de la Jeunesse et des Sports est un ministère qui a existé sous les gouvernements Valls et Cazeneuve du 25 août 2014 au 10 mai 2017. Le ministre de la Ville, de la Jeunesse et des Sports était Patrick Kanner. Thierry Braillard était secrétaire d'État chargé des Sports et Hélène Geoffroy était secrétaire d'État chargée de la Ville auprès du ministre de la Ville, de la Jeunesse et des Sports.
Le ministre de la Ville, de la Jeunesse et des Sports est chargé de la politique du gouvernement relative à « la politique de la ville, la politique en faveur de la jeunesse, la politique en matière d'activités physiques et sportives et la politique en matière de vie associative et d'éducation populaire »